# Kernyesd
Kernyesd (románul: Cârnești) falu Romániában, Erdélyben, Hunyad megyében.

## Nevének eredete
A 'pisze' jelentésű román cârn szóból származik, személynévi áttétellel és helységnévképzővel. Először 1439-ben említették, Kernesth alakban.

## Fekvése
A Hátszegi-medencében, Hátszegtől tíz kilométerre délkeletre fekszik.

## Lakossága
- 1785-ben 316 lakosa volt. 1790-ben 313 görögkatolikust, 1786-ban nyolc római katolikust írtak össze benne.[1]
- 1910-ben 788 lakosából 749 volt román, 29 magyar és hét német anyanyelvű; 736 görögkatolikus, 21 római katolikus, 14 ortodox, nyolc zsidó és hét református vallású.
- 2002-ben 483 lakosából 475 volt román és hét ukrán nemzetiségű; 442 ortodox, 18 baptista és 17 pünkösdi vallású.

## Története
A helyi kenézi család Katalin nevű tagja 1489-ben a nyugati rítus szerint esküdött meg Móré Jánossal. Az itt udvarházzal bíró Kernyesdi család és talán más birtokos családok is a katolikus szertartást követhették, mert a 15. században helyben egy latin rítusú templom épült, amely a 17. századig állt fenn. A 9x6,8 méteres hajóból, négyzet alakú szentélyből és toronyból álló épület alapjait az Uncsukfalva felé eső temető közepén ásták ki.  Román jobbágyfalu volt kevés kisnemessel, akik a 17. és a 18. század egy részében református hiten voltak. 1666-ban Barcsai Ákosnak udvarháza volt itt. Mai ortodox (eredetileg görögkatolikus) temploma 1755-ben épült, egy korábbi fatemplom helyén.
A faluban Kendeffy Samu helybéli birtokos számára és Lukse-Fábry Béla tervei alapján 1871–75-ben felépítették a svájci Hilterfingen közelében alig egy évtizeddel korábban elkészült romantikus Hünegg-kastély mását, egy nagy kerek saroktoronnyal. Az épület nem maradt fenn.

## Gazdaság
A Nagyvízen két kis vízerőmű is működik a falu közelében; a Kernyesd I 15,9, a Kernyesd II 11,5 megawatt kapacitású.

## Jegyzetek

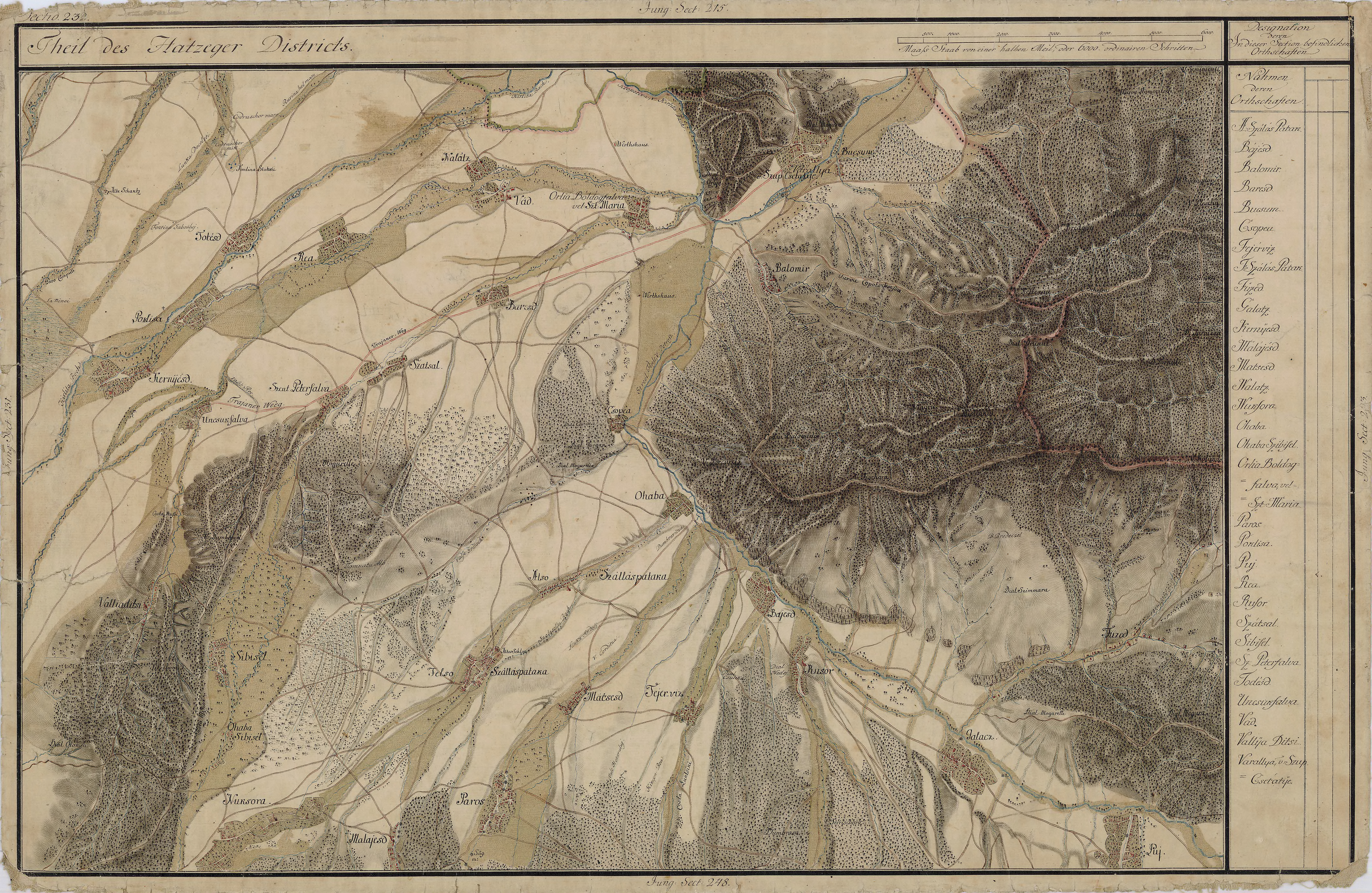
Kernyesd környéke 1769–73 körül, még a Nagyvíz szabályozása előtti vízrajzi viszonyokkal